# مارتین ایکس‌بی-۲۷
مارتین ایکس‌بی-۲۷ (به انگلیسی: Martin XB-27) یک هواگرد ساختِ کارخانهٔ گلن ال. مارتین کمپانی در کشور ایالات متحده آمریکا است.